# Circulação de publicações
A circulação de uma publicação representa efetivamente o número de exemplares que chegaram às mãos dos leitores, seja por meio de assinaturas, venda avulsa ou distribuição direcionada.
É um parâmetro de maior valor, critério e precisão no aspecto qualitativo dos dados se comparada com a mera aferição da tiragem. No Brasil, o órgão responsável pela auditoria de circulação de publicações é o Instituto Verificador de Circulação (IVC), entidade sem fins lucrativos filiada à International Federation of Audit Bureaux of Circulations (IFABC).